# Eucyanoides investigatorum
Eucyanoides investigatorum är en fjärilsart som beskrevs av De Toulgoët 1988. Eucyanoides investigatorum ingår i släktet Eucyanoides och familjen björnspinnare. Inga underarter finns listade i Catalogue of Life.